# Maria de Bil

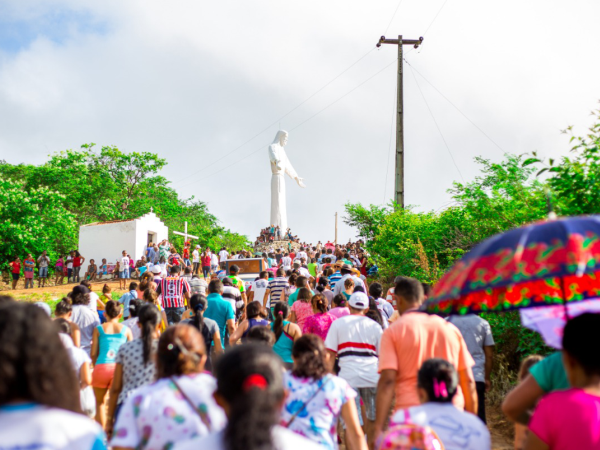
Fiés católicos em peregrinação à Capela de Maria de Bil e Estátua do Cristo Ressuscitado, na Serra do Gravié, em Várzea Alegre/CE.

Maria Antônia da Conceição, conhecida popularmente como Maria de Bil (Alagoas, data desconhecida - Várzea Alegre, 11 de março de 1926) é considerada uma "santa popular" no Estado do Ceará.
Brutalmente assassinada por seu marido, Severino Domingos da Silva (conhecido como Bil), o local exato do crime foi demarcado com uma cruz de madeira, tornando-se um lugar de preces e espaço para pagar promessas,  onde devotos afirmavam ter seus pedidos atendidos por Maria. Neste local, em 1957, foi construído uma pequena capela e em 2013, a prefeitura fixou uma estátua do Cristo Ressuscitado feito em fibra de vidro, confeccionada pelo artista plástico cearense, Adenildo Cavalcante.

## Biografia
Maria Antônia chegou a Várzea Alegre acompanhada dos pais e dois irmãos (Severino e Madalena), vindo do Estado de Alagoas em 1920. Em 5 de novembro de 1922, casou-se com Severino Domingos da Silva.
Mãe de dois filhos, trabalhava auxiliando o pai e o marido na agricultura e em março de 1926, estava grávida de seu terceiro filho.

### O crime
Passados três anos do casamento, o relacionamento entre Maria e Bil estava desgastado, muito em função da desconfiança que Bil estivesse num caso extra-conjugal com a cunhada, Madalena. Na tentativa de resolver a questão, Severino propôs sair da cidade com a sua família, mas Maria recusou a oferta e saiu de casa, levando consigo os filhos e indo morar com o pai.
Inconformado, com o orgulho ferido por causa do desprezo da mulher, Severino passou a arquitetar a morte da esposa. Na manhã do dia 11 de março de 1926, quando Maria se encaminhava para a lavoura com duas amigas e passando pela Serra do Gravié, Severino apareceu armado com uma faca e aplicou-lhe três golpes fatais, matando a mulher e o seu filho no ventre. Não satisfeito, ainda arrancou a roupa da esposa e praticou o canibalismo, comendo partes de uma das panturrilhas da vítima. Depois destes atos, fugiu para nunca mais ser encontrado. Existe uma lenda, na região, que Severino de Bil caiu no mundo e "virou lobisomem", nunca mais sendo visto por conhecidos ao alguém da cidade.

## Devoção
O crime causou grande comoção e revolta na cidade e região. Com o intuito de marcar o local do crime, Clementino da Conceição (conhecido por Clementino Romeiro), marcou o local do triste fim da sua filha, fixando uma cruz de madeira. Neste local, as pessoas passaram a visitar e a rezar, tornando-se ao longo do tempo um lugar sagrado. Em 1957 foi construída uma capela e em 2013 o local ganhou uma estátua do Cristo Ressuscitado. A partir da década de 2000, no período da Quaresma, ganhou relevância de turismo religioso, com a realização de uma tradicional caminhada (conhecida como "Caminhada à Capela de Maria de Bil"), partindo de um dos bairros da cidade até o local, num percurso de três quilômetros.